# Pirata spiniger
Pirata spiniger là một loài nhện trong họ Lycosidae.
Loài này thuộc chi Pirata. Pirata spiniger được Eugène Simon miêu tả năm 1898.